# Grandes vertentes norte dos Alpes

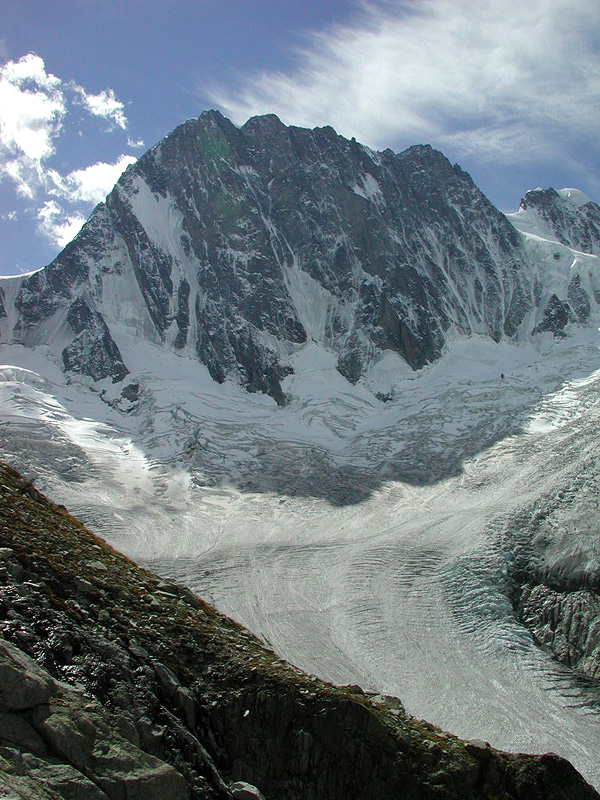
Grandes Jorasses.

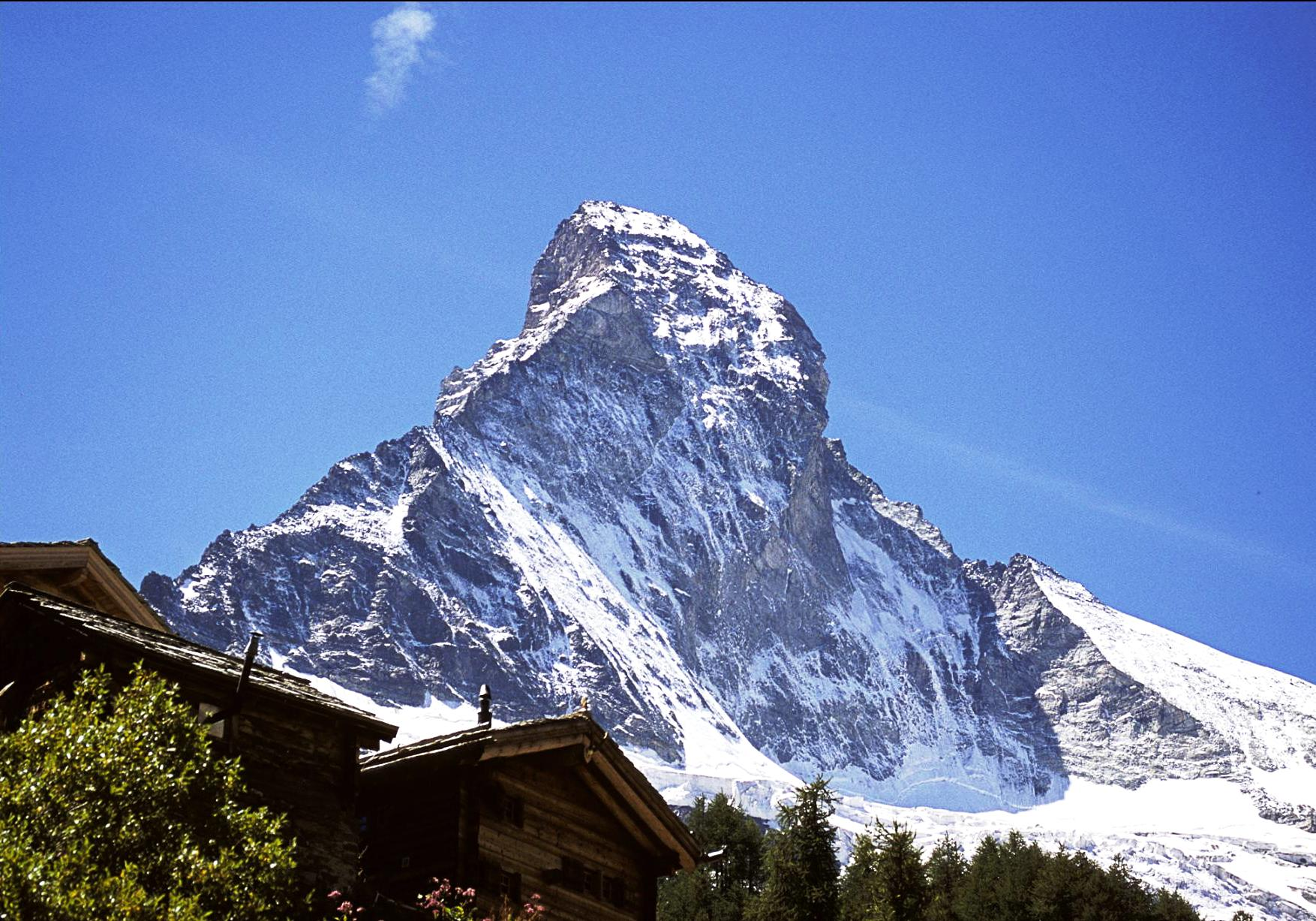
Matterhorn/Cervino.

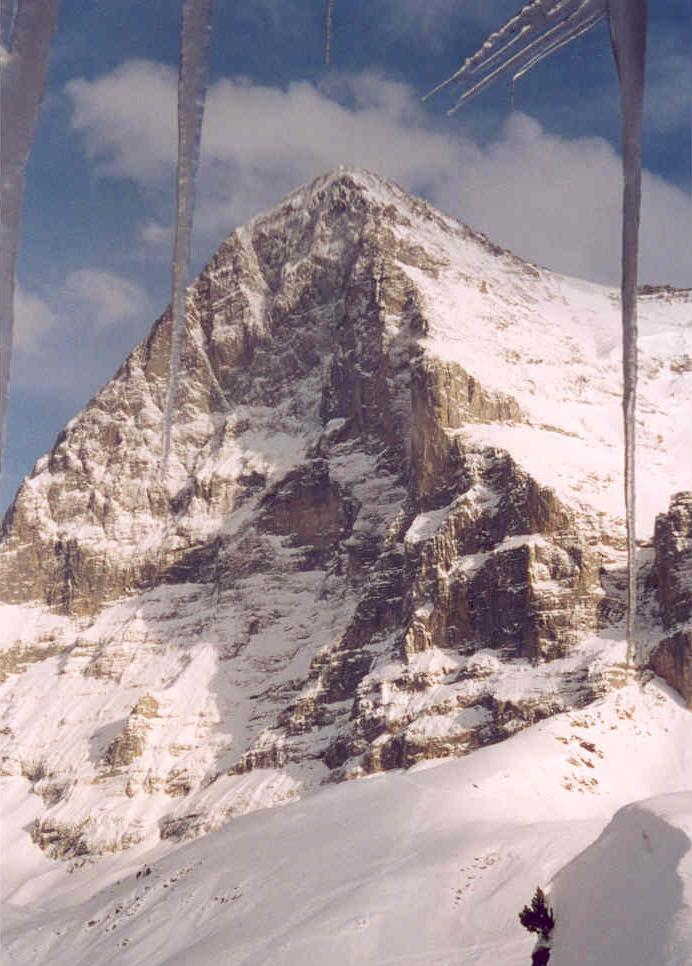
Eiger.

As grandes vertentes norte dos Alpes são as vertentes norte das Grandes Jorasses no Maciço do Monte Branco, do Matterhorn nos Alpes valaisanos, e do Eiger nos Alpes berneses, pelo que são conhecidas pelas três grandes faces norte dos Alpes - ou os três últimos problemas dos Alpes como eram conhecidas na década de 1930 - e foram subidos pela primeira vez nessa década, depois de algumas tentativas algumas dramáticas, ficaram como a marca do montanhismo difícil.
Outra listagem inclui seis montanhas, a saber:
- Cima Grande di Lavaredo
- Eiger
- Grandes Jorasses
- Matterhorn
- Petit Dru
- Piz Badile

## Datas
Nessa altura o alpinismo era apanágio dos alemães e austríacos, e assim as faces norte são conquistadas em:
- 31 de julho e 1 de agosto de 1931 pelos irmãos Franz e Toni Schmid, para o  Cervino
- 28 e 29 de junho de 1935 por Martin Meier e Rudolf Peters, para as Grandes Jorasses
- 21 a 24 de julho de 1938 por Anderl Heckmair, Ludwig Vörg, Heinrich Harrer e Fritz Kasparek, para o Eiger

## Conceito
Foi Fritz Kasparek, em 1938, que avançou a ideia dos "três grandes problemas alpinos" (em alemão:  drei großen Wandprobleme) numa obra co-escrita com os companheiros  da cordée da primeira ascensão do Eiger, e cujo título em francês é Les Trois Derniers Problèmes des Alpes .

## Passe de trois
O primeiro a fazer o passe de trois como começou a ser chamado o facto de vencer estes três míticos cumes de seguida, foi Gaston Rébuffat: 
- Julho de 1945 - que efetua a segunda ascensão da Ponta Walker das Grandes Jorasses com Édouard Frendo
- Junho de 1949 - que efetua a quinta ascensão da via Schmid do Cervin com Raymond Simond
- 1952 - a face norte do Eiger com os seus clientes Paul Habran, Guido Magnone, Pierre Leroux et Jean Bruneau

## Faces Norte
Curiosamente muitas destas conquista aparecem como uma primeira termo empregue para designar uma primeira ascensão de uma vertente (parede ou face).

### Face norte do Matterhorn/Cervino
- primeira: 14 de julho de 1865 por Edward Whymper e o guia Peter Taugwalder
- primeira invernal: 1959 por Hilti von Allmen e Paul Etter
- 1965 : diretíssima da Coluna Bonatti, aberta de inverno e em solitário por Walter Bonatti, que com esse feito encerra a sua carreira de alpinista
- 1977 : primeira invernal e em solitário da via clássica dos irmãos Schmid pelo japonês Tsuneo Hasegawa

### Face norte das Grandes Jorasses
- 1865 a primeira, pela Ponta Whymper a 24 Jun. por Edward Whymper, Michel Croz, Christian Almer e Franz Biner.
- 1868 - a primeira da Ponta Walker a 30 Jun. por Horace Walker - presidente do Clube alpino inglês - com Melchior Anderegg, Johann Jaun e Julien Grange
- 1891 -  a primeira invernal  por Laurent Croux, a 14 de janeiro
- 1898 - o cume das Ponta Marguerite e Hélène são subidas  por Louis-Amédée de Savoie com Joseph Petigax, Laurent Croux e César Ollier
- 1911 - primeira ascensão pela aresta oeste por Humphrey Owen Jones com Geoffrey Winthrop Young e Joseph Knubel, a 14 Ago.
- 1927 - aresta nordeste pela fissure Rey, por Adolphe Rey e Alphonse Chenoz
- 1935 - primeira travessia, do colo das Andorinhas até ao colo das Jorasses, a 23 e 24 de julho, por Pierre Allain e Raymond Leininger
- 1964 - primeira travessia invernal por Alessio Ollier, Attilio Ollier, Camille Salluard e Georges Loyer
- 1973 - primeira invernal da aresta do Tronchay por Cosimo Zappelli
- 1978 - parede sul do chamada Ypercouloir Grassi-Comino, por Gian Carlo Grassi e Gianni Comino a 20 de agosto

### Face norte do Eiger
- 1858 - a primeira ascensão a 11 de agosto pelos guias suíços Christian Almer e Peter Bohren com o irlandês Charles Barrington
- 1921 - a primeira  ascensão da aresta Mittellegi por Yuko Maki com Fritz Amatter, Fritz Steuri e Samuel Brawand
- 1932 - Face nordeste por Hans Lauper com Alfred Zürcher, Alexander Graven e Joseph Knubel
- 1938 - a primeira  ascensão da face norte a 24 de Julho pela cordée alemã de Anderl Heckmair e Ludwig Vörg e pela cordada austríaca de Heinrich Harrer e Fritz Kasparek
- 1947 - segunda ascensão da face norte pelos franceses Lionel Terray e Louis Lachenal